# Блок (строительство)
Блок — конструктивный сборный элемент или изделие, обычно заводского изготовления, применяемые в современном индустриальном строительстве (напр., блок объёмный, стеновой, оконный).

## Применение
Блок строительный предназначен для возведения наружных ограждающих конструкций жилых, общественных отапливаемых промышленных и сельскохозяйственных зданий с нормальным тепловлажностным режимом внутренних помещений, согласно с требованиями СП 50.13330.2012 «Тепловая защита зданий». Он может быть сделан из щебня, кирпича и различных бетонных плит. В зависимости от области применения, производство строительных блоков может осуществляться как на заводе-изготовителе, так и непосредственно на стройплощадке.
В помещениях с агрессивной средой стеновые блоки могут применяться при условии защиты внутренней поверхности стен от воздействия агрессивных факторов.
Геометрические параметры стеновых блоков задаются по ГОСТ 28984 в пределах координационных размеров, кратных дробному модулю 1/2М, равному 50 мм.
Стеновые блоки изготавливают с рифленой или гладкой фактурной лицевой поверхностью; по цвету наружный слой блока может быть неокрашенным или цветным из бетонной смеси с пигментами или с применением цветных цементов.
Для изготовления стеновых блоков применяют следующие материалы и изделия:
- портландцемент М400, М500 по ГОСТ 10178, ГОСТ 22266, ГОСТ 25328, портландцемент белый по ГОСТ 965 и цветной по ГОСТ 15825;
- песок кварцевый по ГОСТ 8736;
- гравий, щебень и песок по ГОСТ 9757, ГОСТ 22263; гравий и щебень фракции от 5 до 20 мм насыпной плотностью не более 800 кг/м"3;
- вода по ГОСТ 23732;
- химические добавки, применяемые для приготовления бетонной смеси, должны удовлетворять требованиям ГОСТ 24211;
- пенополистирольные плиты из вспененного полистирола марки не ниже М25 по ГОСТ 15588;
- пенополистирольные плиты из экструзионного полистирола;
- стеклопластиковая арматура;
- стальная арматура классов А-1, А-3 и Вр-1, Вр-2.

Для изготовления цветных блоков могут быть использованы органические и неорганические пигменты.

## Классификация
По материалу:
- Кирпич
- Керамические блоки КЕРАКАМ
- Блоки из мелкозернистого бетона
- Блоки из лёгких ячеистых бетонов (газобетон, пенобетон)
- Арболитовые блоки
- Природный тёсанный камень

По назначению:
- Фундаментный Фундаментные блоки стеновые (ФБС) представляют собою прямоугольную армированную конструкцию. Изделия предназначены для сооружения конструкций любой степени сложности и функциональности. Материал изготавливается на заводах, поэтому он соответствует установленным стандартам качества и имеет следующие характеристики:
  - Обеспечение звукоизоляции;
  - Устойчивость к внешнему воздействию, подходит для монтажа в сейсмических зонах;
  - Срок эксплуатации составляет не менее 50 лет;
  - Не сложный и быстрый монтаж, нет необходимости использовать спецтехнику;
  - Пожароустойчивость. Блоки фундаментные выполняются из тяжелого высококачественного бетона. Строение вспомогательно укреплено металлической арматурой. В список описываемых свойств фундаментного блока  следует отнести показатели:
  - неразрушаемость изделия на формат сжатия – В12,5 (М150);
  - прочность изделия – от 100 до 110 кг/см;
  - плотность изделия – до 2400 кг/м3;
  - морозостойкость изделия – F200;
  - водонепроницаемость изделия – W2. ФБС различают несколько типов : ленточный, столбчатый, колонный, сплошной.
- Стеновой
  - Черновой
  - Лицевой
  - Лицевой двухсторонний (для устройства заборов)
- Теплоизолирующий

По конструкции:
- Полнотелый
- Пустотелый — для уменьшения веса, себестоимости, а также уменьшения теплопроводности (с целью повышения теплотехнических параметров), сквозные пустоты в блоках позволяют устраивать скрытый армирующий каркас в теле стены или использовать их для прокладки скрытых коммуникаций или дополнительного утепления. Наличие пустот в определённой степени снижает прочность блока в случае применения состава, как при производстве аналогичного полнотелого блока. При сохранении прочностных характеристик в камне с пустотами, как правило, понижаются теплотехнические характеристики: повышается теплопроводность.

Стеновые блоки изготавливают с рифленой или гладкой фактурной лицевой поверхностью; по цвету наружный слой блока может быть неокрашенным или цветным (бетонная смесь с добавлением пигментов, или с применением цветных цементов).
Для изготовления цветных блоков могут быть использованы органические и неорганические пигменты.

## Производство
Производство строительных блоков может осуществляться как на заводе-изготовителе, так и непосредственно на стройплощадке.
Теплоэффективные блоки изготавливаются методом литья из лёгкого бетона на плотных и пористых заполнителях с теплоизоляционными вкладышами из вспененного или экструзионного пенополистирола или другого эффективного утеплителя и лицевого декоративного слоя из мелкозернистого бетона на плотных заполнителях.

## Цена
Розничная цена на строительные блоки определяется:
- типом блоков: фундаментные, стеновые, теплоизолирующие;
- размером блока;
- его конструкцией: полнотелый или пустотный;
- видом наполнителя, использованного при производстве блоков.

В настоящее время производство блоков очень выгодно ввиду высокого спроса из-за хорошего соотношения цены и качества.

## Газосиликатный блок
Газосиликатный строительный блок — искусственный камень, с равномерно распределенными порами — ячейками.

### Формы
Блок— камень с прямоугольным, как правило, поперечным сечением и толщиной, незначительно меньшей его ширины.
Плита— камень с прямоугольным поперечным сечением, толщина которого существенно меньше других размеров.
| Наименование размера | Размеры | Размеры |
| Наименование размера | плиты   | блок    |
| -------------------- | ------- | ------- |
| Длина                | 1500    | 625     |
| Ширина               | 1000    | 500     |
| Толщина              | 600     |         |
| Высота               |         | 500     |

### Производство
При изготовлении пенобетона, как и при изготовлении газосиликата, используются песок, цемент и порообразователь.
Блоки могут изготавливать с пазогребневыми (замковыми) элементами и карманами для захвата.

#### Вспенивание
Вспенивание производится не в результате химической реакции, а специальными миксерами. Полученная масса застывает естественным образом (без автоклавной обработки). Технология производства газосиликата требует более сложного и дорогостоящего оборудования, что делает блок дороже пенобетонного. Однако, при производстве пенобетона невозможно добиться такого сочетания прочности, плотности, теплопроводности и звукоизоляционных свойств, присущих газосиликату автоклавного твердения. В результате, отдается предпочтение блокам из газосиликата.
- Для строительства хозяйственных построек, гаражей, ангаров и т. п. целесообразнее использовать пенобетонный блок.

## Бетонный блок
Бетонный блок — изделие прямоугольной формы, изготавливаемое из различных видов бетона (легкого, облегчённого или тяжёлого) методом литья или прессования и применяемое в строительстве как гражданских, так и промышленных объектов. Бетонные блоки различаются по функциональному назначению: фундаментные, цокольные и стеновые. Для того, чтобы увеличить теплоизоляционные свойства блоков, их делают пустотными или с отверстиями. Это позволяет дополнительно укрепить строительную конструкцию из данного материала, установив в полость блока арматуру. В строительстве фундаментов зданий и первых этажей часто применяют водонепроницаемые бетонные блоки.
Фундаментные блоки ФБС — основа прочного фундамента
Одними из самых популярных элементов среди железобетонных изделий являются фундаментные блоки. Они производятся в широком типоряде, масса составляет от 240 до 1960 кг. Основное предназначение продукции:
- строительство фундамента многоэтажных сооружений;
- возведение несущих стен в жилых и нежилых строениях;
- сооружение эстакад, мостов, подпорных стен и пандусов.

ФБС производятся прямоугольной формы. Могут быть дополнены монтажной арматурой. Изделия изготавливают из тяжелого керамзитового или силикатного бетона. Технические характеристики ФБС:
- водостойкость соответствует W2;
- морозостойкость не менее 50 циклов заморозки-разморозки (F50);
- используемая марка бетона М100 или М150;
- плотность составляет от 2200 до 2500 кг/м3.

ФБС могут быть дополнены монтажными петлями (расположены на верхнем торце блока). Срок эксплуатации продукции составляет от 60 лет и более.